# SpeedStep
SpeedStep — энергосберегающая технология Intel, в основе которой лежит динамическое изменение частоты и напряжения питания процессора программным обеспечением. Разработка шла под рабочим именем Geyserville, включает модификации: SpeedStep, SpeedStep II и SpeedStep III.
SpeedStep впервые был внедрён в процессорах Mobile Pentium III.
C1E — одна из функций энергосбережения процессоров (называемого также Enhanced Halt State).
Состояние C1E позволяет снизить напряжение при переводе процессора в состояние HALT, применяемое при низком уровне загрузки системы. При этом снижается уровень энергопотребления системы при низкой загрузке процессора.

## Описание
Энергопотребление процессора приближённо описывается формулой
{\displaystyle P=CV^{2}f}, где:
С — пропорциональный коэффициент, зависит от типа процессора;
V — напряжение питания;
f — частота процессора.
Максимальная производительность обеспечивается при наибольшей частоте, при этом процессор потребляет максимальную мощность. Уменьшив частоту и, особенно, напряжение питания, можно снизить потребляемую мощность и обеспечить более длительную работу (ноутбука) от батареи. Но безболезненно обычно можно снизить только частоту, изменение напряжения питания возможно не всегда (это часто ухудшает работу процессора).
Технология SpeedStep позволяет пользователю выбрать режим работы процессора, установив баланс между производительностью и экономичностью.